# 平井栞奈
平井 栞奈（ひらい かんな、1986年6月30日 - ）は、日本のAV女優。元LINX所属。

## 略歴
2020年10月、SODクリエイト専属女優として「本物人妻」レーベルからAVデビュー。
2021年4月からマドンナ専属となり、同年6月に専属を離れ企画単体女優となる。
2022年7月よりデイリースポーツにコラムを連載開始。
2022年12月1日、DMM GAMES「クリムゾン妖魔大戦 新キャラクター声優公開オーディション」にエントリー。
2024年12月31日をもって所属事務所であるLINXを退所。YouTubeにてオファーがある限り個人「平泉栞奈」名義でAV女優業は継続予定であること、「スネークやまだ」名義で監督業を開始したことなどを明らかにした。

## 人物
山梨県出身。
趣味・特技は、ゲーム・漫画。
初体験は17歳の時で、相手は文化祭を通して仲良くなった同い年の同じ高校の男の子で初めての彼。
ふと思い付いてAV業界に入ったと公式ブログに綴っている。

## 出演作品

### アダルトDVD
- 南アルプスの湧き水よりも澄み切った120%天然素材の美人妻 平井栞奈 34歳 AV DEBUT（10月8日、SODクリエイト）
- 南アルプスの湧き水よりも澄み切った120%天然素材の美人妻 平井栞奈 34歳 第2章 強制淫語&言葉責め 「あなたごめんなさい。初めて会った男性に調教されます」（11月12日、SODクリエイト）
- 南アルプスの湧き水よりも澄み切った120%天然素材の美人妻 平井栞奈 34歳 第3章 「精子飲みたくて仕方ないんです」 一滴残らず他人ザーメンごっくん7発!（12月10日、SODクリエイト）

- 南アルプスの湧き水よりも澄み切った120%天然素材の美人妻 平井栞奈 34歳 第4章 「今日だけは妻を忘れて1人のメスになります」 苦悶が快楽に変わる緊縛・首絞め・激ピストン調教（1月8日、SODクリエイト）
- 俺のいいなり素敵なヤリマン子ちゃん! 栞奈 (34歳) エロ尻 ベロ出しおねだり 潮スプラッシュ 人妻 子供なし 旦那とセックスレス（2月8日、ティーチャー）
- 南アルプスの湧き水よりも澄み切った120%天然素材の美人妻 平井栞奈 最終章 「今日で最後にします」 一泊二日温泉旅行で夫にもされたことのない人生初の生中出し（2月11日、SODクリエイト）
- 本物人妻レーベルデビューの奥様たちの豪華共演! 夫婦で温泉旅行に来ていた3人の人妻にあれよあれよと逆寝取りされ最後はハーレム逆4P 相馬茜 平井栞奈 田原凛花（3月25日、SODクリエイト）
- 電撃移籍 平井栞奈 マドンナ専属 第1弾!! 猛暑で理性が狂った母子の、汗だく中出し帰省相姦。（4月7日、マドンナ）
- マドンナ専属第2弾!! 抱かれたくない男に死にたくなるほどイカされて…（5月7日、マドンナ）
- あの男の醜い精液を私は朝昼晩と飲まされ続けています―。 精飲 『本物精子』× 凌辱ドラマ（6月7日、マドンナ）
- 家賃が支払えないなら奥さんのカラダで立て替えてもらいましょうか?笑（6月13日、溜池ゴロー）
- 完全プライベート映像 透明感溢れる高身長美人妻 平井栞奈と初めての二人きりお泊まり（7月7日、パコパコ団とゆかいな仲間たち）
- 寝取らせイラマチオ折檻 泣くほどお仕置きされても悦びながら旦那を愛してイきまくる変態どマゾ良妻かんなさん34さい（7月8日、コスモス映像）
- 愛欲不倫ラブホテル マゾ人妻司法書士が絶倫ヒモ男に責めつくされたセックス動画（7月13日、オーロラプロジェクト・アネックス）
- どんなに乱暴にされても“粗暴な男”に惹かれてしまう理由（7月13日、バルタン）
- 顔出し解禁!! マジックミラー便 一流百貨店に勤務する清楚で品格漂う美容部員さん 初めての公開ディープキス編 vol.03  潤んだ口唇の美容部員さんが舌を激しく絡め合わせる濃厚接吻に思わずオマ○コ本気濡れ!仕事中にもかかわらずキスまみれのデカチンSEX!! in 銀座 8人全員SEXスペシャル!!（7月19日、DEEP'S）※「かなみ」名義
- 新発掘! 調教快楽 他人棒に完堕ち不貞に溺れる乱倫三十路メス 旦那が出掛けたら飛んでくる献身的な清楚妻（7月19日、ABC）
- 絶倫義父 真面目な嫁が義父に抱かれ続けたら…（7月22日、タカラ映像）
- プラチナ級素人清楚妻による一生思い出に残り続ける優しい童貞筆おろし 6（7月23日、赤面女子）
- 堕とされた美人弁護士（7月25日、オーロラプロジェクト・アネックス）
- 妻を自分の上司に寝取らせるDV夫の狂気（7月27日、マザー）
- 欲求不満な息子の嫁に誘惑されて（8月1日、プラネットプラス）
- 失職して居候中の義弟から夫の隙を狙って何度も何度も絶望するほど私のカラダを舐め犯されて完堕ち（8月6日、h.m.p）
- 最高の愛人と、昼顔レズビアン性交。 セレブ奥様 るな(28歳)とかんな(34歳)編（8月7日、ビビアン）
- 田舎暮らしに憧れ、旦那の実家で暮らすことにした新妻 群がる親族の男達を都会嫁のエロマンはパックリ咥え込む（8月12日、ヒビノ）
- 親戚のエロガキにスカートもぐりクンニされ夫がいる至近距離でイってしまった叔母さんは挿入も拒めない 3（8月12日、ナチュラルハイ）
- 「童貞君の包茎ち○ぽの皮を剥いて洗ってもらえませんか!?」素人奥様が童貞君と密着混浴!母性たっぷりち○ぽを泡洗い!カチカチにズル剥けた童貞ち○ぽに赤面発情!そのまま優しく筆下ろしSEX! 4 赤面女子3周年記念! 超豪華撮り下ろし総勢8名8時間 2枚組SPECIAL!!（8月13日、赤面女子）
- 私をレイプした大嫌いな年上の部下に もう一度抱いて欲しいと告白した訳（9月7日、アタッカーズ）
- ファーストクラス絶品妻ナンパ 12 セレブの街から中出しプレミアム（9月10日、ホットエンターテイメント）
- 兄嫁 －義弟のデカチンが脳裏から離れない－（9月14日、なでしこ）
- あなたの嫌うあの人と‥ 〜あのひどい上司に愛する妻が舐め堕とされた〜（9月14日、ながえスタイル）
- 素人清楚妻たちの初脱ぎ指ズボ全裸オナニー（9月14日、S級素人）
- 名古屋デリヘル嬢本番成功（9月17日、ZAP）
- 奥様は、ちくび魔女 ボクの妻が知らない間に人気ちくび責めフードルになっていた!（9月21日、ドグマ）
- フェラ友ごっくん不倫デート（9月21日、山と空）
- どうしよう! 私に気がありそうな後輩と二人きり、オフィスに閉じ込められてしまった。（10月5日、アタッカーズ）
- 最近出会った過保護な美人妻があまりにもウブすぎて…（10月14日、センタービレッジ）
- ドMで変態の脳みそバグ子ちゃん（10月19日、チキチキカマー）
- 人妻Resort かんな 33歳（10月26日、ゴーゴーズブラック）
- 素人ヘアヌード大図鑑 ～美麗人妻編（10月26日、S級素人）※オムニバス作品
- 淫語INGO 平井栞奈（10月29日、ワープエンタテインメント）
- 下品だとか上品だとか関係なく、エグイくらい平井さんを弄びたい 平井栞奈（10月29日、光夜蝶）
- 新しい義母は、鬼畜な人なのに僕の勃起は治まらない。 平井栞奈（10月29日、NON）
- 巨大ヒロイン (R) アルティーレイズ 平井栞奈（11月12日、GIGA）
- BeAST-狂辱の麻薬捜査官 - Case- 007:倉橋恵里奈の場合 男勝りの女が無惨に奴隷堕ちするまでの残酷な時間 平井栞奈（11月23日、BabyEntertainment）
- 義理の父に口マ●コとして扱われてるのにマン汁を滴らせる私は変態です。 平井栞奈（12月3日、光夜蝶）
- 痴女栞奈 M男のフェチ願望すべて叶えてあげる 平井栞奈（12月10日、フェイティッシュ）
- 素人妻ナンパ全員生中出し5時間セレブDX 78（12月15日、LOTUS）※オムニバス作品
- ママ友喰い 無限ループ vol.9 かんな ベロ長チンシャブ高身長ママ 喉奥中毒（12月21日、HALENTINO）
- 父親にバレずに3回中出しSEXできたら100万円（12月23日、ROCKET）

- 痴女栞奈 ファン感謝DAY M男4人と唾ベロフェチプレイ 平井栞奈（1月10日、フェイティッシュ）
- 舞ワイフ ～セレブ倶楽部～ 154（1月27日、AROUND）※オムニバス作品
- 俺のいいなり素敵なヤリマン子ちゃん! 栞奈 (34歳) エロ尻 ベロ出しおねだり 潮スプラッシュ 人妻 子供なし 旦那とセックスレス マッチングアプリで見つけた従順なドM（2月8日、ティーチャー）
- 魔の媚肉激震貫通マシーン Part4 イキ続ける地獄に怯えた女体の慟哭（2月8日、Baby Entertainment）※オムニバス作品
- 全開鼻フック かんな（2月10日、RADIX）
- 夫婦で挑戦! 波多野結衣の凄テクで夫が2回イカされたら妻が寝取られナマ中出しSEX!（2月15日、はじめ企画）※主演は波多野結衣。平井は「かんな (34歳)」として出演。
- シン・催眠隷女 ＃弐号 ＃バツイチ ＃キャリア ＃過干渉 平井栞奈（2月22日、ヒプノシスラボ）
- 平井栞奈に大量オシッコかけられたい!（2月23日、ROCKET）
- オ・ン・ナ♀ざかり 平井栞奈（3月4日、ワープエンタテインメント）
- 長身強め痴女お姉さんのM男狩りで犯されたいってやついる? 平井栞奈（3月8日、MEGAMI）
- 綺麗な女の顔面をグチャグチャになるまで輪姦破壊 2（3月8日、Hunter）
- ガチンコ全裸レズバトルリターンズ 望月あやか 平井栞奈 如月夏希 佐藤ののか（3月10日、ROCKET）
- 本当にあった近親相姦 久しぶりの母はオンナ 成長した息子はオトコ（3月22日、SCOOP）※オムニバス作品
- 性豪家族に嫁いだ兄嫁の淫靡な性交 平井栞奈（3月24日、ヒビノ）
- 「お義父様、許してこれ以上されたら私は…」 夫の父の絶倫肉棒にイキまくる嫁… 第2章 平井栞奈（3月27日、グラフィティジャパン）
- 長身で男前なサッパリ系奥さん 粗チン夫に見切りをつけて気軽にハメに来たら、絶倫チ●ポで完全にメスにされてしまう（4月5日、リコピン）
- ゴム手袋Mフェティッシュ 痴女歯科衛生士に手袋で変態ザーメン搾り取られるClinic（4月5日、MEGAMI）※オムニバス作品
- 巨大ヒロイン (R) 触手陥落ソフィリア 平井栞奈（4月8日、GIGA）
- 脚長おねいさんのM男いじめ パンストとジーンズとニーハイブーツ 平井栞奈（4月19日、M男パラダイス）
- 童貞で悩む真面目な国立大生に人妻お貸しします。（4月26日、SCOOP）※オムニバス作品
- 咽頭崩壊 美女喉凹イラマ調教 遅咲きの変態ドM口便器志願女 平井栞奈 35歳（5月1日、OFFICE K’S）
- 愛液出まくり! 女子○生のイキ過ぎピストンディルドオナニー（5月1日、OFFICE K’S）※オムニバス作品
- 『とりあえずヤラせるんで怒るの止めて貰えません?』 仕事も出来ず、めちゃ性格の悪い部下ですが、ヤラせてくれたので許します。（5月10日、Hunter）※オムニバス作品
- 生意気なマセたエロガキがスカートの中で手マン & クンニ悪戯 絶対バレちゃいけない状況で訪れた逃げれないSEX危機（5月10日、椿鳳院）※オムニバス作品
- 親戚のおばさんに筆おろしされた僕。リターンズ 14（5月12日、LEO）※オムニバス作品
- 【個撮】 フェラなら撮らしてくれた! 2 あ～んぐり口内射精 10人（5月17日、HALENTINO）※オムニバス作品
- ナンパ居酒屋ほろ酔いSEX 成績トップの不動産営業OLが日頃のストレスをセックスで発散! 平井栞奈（5月27日、MERCURY）
- ラッキーな胸チラを発見し、気づかれないように見てたけど、やっぱりバレてた?! 20 ～ヨガインストラクター編～（6月9日、LEO）※オムニバス作品
- 街で見かけたマスク美人妻ナンパ「奥さん、マスクの下見せて下さい。」（6月14日、椿鳳院）※オムニバス作品
- 濃厚接吻! 発情姉妹レズビアン セックスレスで欲求不満の人妻は妹とのレズセックスに溺れる 平井栞奈 市来まひろ（6月23日、ヒビノ）
- アブノーマルサスペクツ 5 女殺し屋の哀愁（6月24日、NOVA VISION）※オムニバス作品
- よめちゃん♯002【SNS人妻ドキュメント】（6月25日、はめちゃん。）※オムニバス作品
- 上半身は窒息顔騎で責められ天国? 地獄? 下半身は手コキとフェラでハーレムなのにままならない。（6月28日、アロマ企画）※オムニバス作品
- 「えっ… 誰この人?」「もしかして昨日エッチした?」「わたしが誘ったの…?」 目が覚めると隣には裸の男? しかも激しくエッチした形跡があって…!（6月28日、Hunter）※オムニバス作品
- 椅子にまたがった逆座り尻（7月12日、アロマ企画）※オムニバス作品
- 巨根ディルド装着してチ●ポシゴきオナニーにハマる女子たち（7月19日、タマネギ）※オムニバス作品
- 一般男女モニタリングAV × マジックミラー便コラボ企画‘フライト帰りのCAはチ○ポが欲しくてたまらない’という噂は本当か!? 大手航空会社勤務のキャビンアテンダントが黒パンスト美脚でフル勃起したデカチ○ポに自らまたがり腰振りガニ股騎乗位で連続中出し! 5（8月2日、DEEP'S）
- 人妻ナンパ 251min 結婚してないふりをしてても着衣巨乳のニット姿は人妻の色気を隠せない!!（8月5日、h.m.p）※オムニバス作品
- 離婚して地元に出戻った幼馴染と再会 ずっと片思いしてたと告白すると… 平井栞奈（8月9日、椿鳳院）
- ザ・モブリョナ 女性被害者のあとしまつ・冷凍・麻痺編 小早川怜子 平井栞奈 香椎佳穂（8月10日、トラウマアート）
- 性欲旺盛な地方妻が越境開放セックス 3 「今日、主人には内緒で来ました…」 他人棒を求めて上京してきた美人妻に媚薬で焦らし高めて膣奥大量生中出し!!（8月12日、ホットエンターテイメント）※オムニバス作品
- 催眠レクリエーション 10 美人新入社員の悦楽と不安 平井栞奈 香椎佳穂（8月31日、トラウマアート）
- 「おばさんのカラダで勃起しちゃったの?」 挑発的すぎる豊満なカラダがたまらないドエロおばさんに主導権とムスコをにぎられ、なすがまま生でヌプッ!! たっぷたぷの中出し白濁オツユがお尻まで垂れちゃうからチ●ポはまだまだ抜かないでっ!! 6（9月8日、LEO）※オムニバス作品
- 凄指技の睾丸回春エステfeat.生おっぱいかり首こすりつけ（9月13日、アロマ企画）※オムニバス作品
- 脚を舐め続ける男の勃起したチ○ポを咥えて離さない美脚お姉さま（9月20日、アロマ企画）
- 人妻たちのガチイキ丸見えディルドオナニー V（9月27日、グラフィティジャパン）※オムニバス作品
- 女体淫臭嗅ぎマン汁舐めレズ（10月18日、ゑびすさん）※オムニバス作品
- 興味本位で本場のファックマシン試してみたら… 的確かつパワフルなマシンピストンでガチイキしちゃう女の子たち（10月18日、タマネギ）※オムニバス作品
- フルバックパンティのつきだし着衣尻にチ○ポを擦りつけ射精をする悦び（11月1日、アロマ企画）※オムニバス作品
- あなたの初ヌード撮らせてください! 素人娘20人の全裸コレクション 2（11月1日、OFFICE K’S）※オムニバス作品
- 黒ストッキングの太腿で両手ロックされ乳首弄られ続けながら亀頭ふやけるまでち○ぽしゃぶられ続ける3P快楽地獄（11月8日、アロマ企画）※オムニバス作品
- 「我慢できない! もうお前でいいや」 父の再婚相手は若くてキレイな人だが… なんとボクも一度お世話になった事がある地元で有名な超ヤリマンの先輩だった!（11月8日、Hunter）※オムニバス作品

### アダルトVR
- 馬乗り見下ろし騎乗位から中出し4連発 上野駅近の健康ランドのサウナで発見 抜群スタイルの人妻アカスリ嬢（3月8日、SODクリエイト）
- W介護VR 癒しのベテラン介護士と幸せ介護に恥じらう新人介護士（3月29日、SODクリエイト）
- ショタコン妻の童貞調教不倫（7月9日、CASANOVA）
- 【マスクの下は...ラッキー美人! VR】恵比寿メンズエステお姉さん かんな (34)（12月3日、ちんちんVR）

- マシンガン淫語で脳トロ射精体験 妻が近くにいるのに… 欲求不満なフェロモン義姉に淫語で誘惑される僕 平井栞奈（1月11日、ワンズファクトリー）
- 亀頭こねくりイジメ クラスのマドンナだった義母は父さんに内緒でボクの亀頭をいじめてきます 平井栞奈（1月29日、SPICY VR）
- 風俗マスターの俺がスケベが生きがいのドSド変態人妻だけを集めたっていうお店を発見!! おいっ! いきなり即尺!!!!って人妻のスケベ魂感じるわ!ってパンスト足コキ・まとわりフェラ・膣コキマッサージって!!! キャン玉の直径2センチ減ったわ!!! 平井栞奈（2月4日、VR総研9課）
- 人妻オナニーサポート JOI ねっとりドスケベ人妻の絶対命令に従いなさい 平井栞奈（2月25日、VR総研9課）

### アダルト配信
- #ぬるパコ! かんな（2020年11月4日、「イマジン」）

- セックスレスで欲求不満な奥様がAV出演!丁寧で濃厚な愛撫に美脚を震わせながら善がり、蜜を溢れさせイき乱れる!! 今からこの人妻とハメ撮りします。55 at 神奈川県平塚市平塚駅前（7月8日、KANBi）
- 【初撮り】【背徳のとろとろま○こ】【がっつきフェラ】高身長スレンダー美人妻の悶々とした想いが爆発。他人棒にむしゃぶりつき、覚えていないほど久々の膣中を抉る感覚に乱れまくり.. 応募素人、初AV撮影 220（7月11日、シロウトTV）
- ラグジュTV 1429 【最上級の刺激を求めて…】誰もが惚れる!元CAの美人妻がAV出演!長身スレンダーボディと淫らな本性をカメラの前に余す所なく曝け出す!（7月12日、ラグジュTV）※「平田梨桜」名義
- かんな（7月16日、俺の素人-Z-）
- マジ軟派、初撮。 1664 バツイチで彼氏なし!熟れ始めたカラダを持て余した妙齢の美女をナンパ!久しぶりのSEXにオマ●コからはマン汁と潮が溢れ出る!クールな装いはどこへやら…その乱れっぷりにギャップ萌え!（7月18日、ナンパTV）
- こすっち096 成年コミック並壊滅的アヘアヘ妊娠したがり超ド級淫乱高身長ビッチ絵画レベル超美麗艶やか孕ませボディ!! 種付け欲を煽りまくり性欲を鼓舞する旗手と子宮ぶっ壊れ孕まSEX!!（8月13日、こすっち）※同人作品
- No.1155 平井明里 34歳（8月19日、舞ワイフ）
- こすっち100 成年コミック並壊滅的アヘアヘ超ド級淫乱高身長ビッチ検事はカンペキ孕まSEXをもってよしとする!!（9月10日、こすっち）※同人作品
- かんな（9月30日、おっぱいちゃん）
- 【生ザーごっくん】「精子は飲まない」ならば飲ませる! 悪意の企画。内見中に二人っきりになったところを怒涛の精子責め。平井さん 不動産会社 営業 入社5年目（10月6日、プレステージプレミアム）
- 家まで送ってイイですか? case.186 鶴井さん 年齢??歳 激安ディスカウントストア店員 【※鼓膜爆裂注意! あえぎ声MAX! ドMすぎて抜きどころ満載SP】⇒ 首絞めイキ、乳首イキ、イラマイキ、まさに汗だく狂いイキ! ガクブルドM魔境! ⇒ 完璧F乳&乳首がほぼ親指と一緒! 奇跡の10倍膨張率⇒チンコ溺愛 ⇒『クソっ今に見てろ』…見返したい衝撃過去とは?（10月15日、ドキュメンTV）
- カンナ（10月18日、素人ホイホイ）
- 舞ワイフ No.1174 平井明里 蒼い再会 34歳 T:168 B:84(D65) W:59 H:88（10月26日、舞ワイフ）
- こすっち107 やうやう孕みゆく女、子宮穿ちて身体の弓なりて艶めかしくたなびきたる（10月29日、こすっち）※同人作品
- かんな (35) T168 B84(D) W59 H88（11月9日、恋する花嫁）
- 【365日セックスしたい淫女】 【高身長168センチF乳淫女】【感度抜群の超絶ドM】【チ●ポの匂い大好きド変態】【ごめんなさい絶頂】365日セックスしたい淫女がやってきた! 「ごめんなさい… イッてごめんなさい…」 大好きなチ●ポを挿入でごめんなさい大絶頂! 超絶頂ドM体質の女は実にエロかった! SNSでオフパコ志願人妻とパコパコ撮影 よめちゃん。♯005 平井さん (30)ド●キ店員（12月17日、よめちゃん。）

- 栞奈 (35) T168 B84 W59 H88（3月10日、素人熟女図鑑）
- 栞奈 (35) 2  T168 B84 W59 H88（3月10日、素人熟女図鑑）
- 黒の柄タイツがそそるスタイル抜群の上京妻 シオリさん33歳（6月30日、BiBiD）
- 欲求不満の妻をデカチンの部下と2人きりにしてみたら 16（7月15日、パラダイステレビ）

### 女性向けアダルトビデオ
2022年
- 「貴方のためなの… 許してください」 旦那の罪を償うはずが、若い肉棒に快楽堕ちしてしまう罪深い人妻 長瀬広臣 平井栞奈（4月13日、カゲキっch）
- 嫉妬の爪痕 及川大智 平井栞奈（7月6日、SILK LABO）

### イメージDVD
- Kanna 秘蜜〜ある人妻の痴態〜（2021年3月4日、REbecca）
- オトコはおもちゃと豪語する肉食女子の男漁り（2022年7月29日、オルスタックソフト販売）※「栞奈」名義
- いつも上からの生意気オンナにリベンジ淫行! 溜まった鬱憤を股間で発射!（9月29日、オルスタックソフト販売）※「栞奈」名義

## 書籍・出版

### デジタル写真集
- Kanna 秘蜜 〜ある人妻の痴態〜（2021年4月30日、REbecca）
- 欲求不満な息子の嫁に誘惑されて（2021年8月1日、プラネットプラス）
- まるみえHOTEL かんな 1～7（2022年1月18日、QH映像）

### 連載
- 平井栞奈の「撮影現場は面白い!」（2022年7月21日[9]‐、神戸新聞社「デイリースポーツ」）※毎週金曜掲載、文と挿絵担当[2]

## 出演

### ウェブテレビ
- ロンドンハーツABEMA特別編（2022年5月31日、ABEMA）アンケート協力[10]

### オリジナルビデオ
- 結婚前夜 濃密な3日間の出来事（2023年7月5日、Breeze）